# Marie-José Pérec
Marie-José Pérec (Basse-Terre, 9 maggio 1968) è un'ex velocista francese, vincitrice di tre medaglie d'oro olimpiche nei 200 e 400 metri piani. Nel 2024 è stata l'ultima tedofora ai giochi olimpici di Parigi assieme a Teddy Riner.

## Biografia
Nel 1990 partecipa agli Europei di Spalato correndo i 400 metri ed ottenendo la medaglia di bronzo. L'anno seguente, ai Mondiali di Tokyo, vince il suo primo titolo internazionale conquistando la medaglia d'oro, sempre sui 400 m, con il tempo di 49"13.
Il 1992 è l'anno della sua prima affermazione olimpica. A Barcellona, nella finale dei 400 m, vince il titolo precedendo Ol'ha Bryzhina, che rappresentava la C.S.I., e la colombiana Ximena Restrepo, con il tempo di 48"83.
Nel 1994 agli Europei di Helsinki conferma il suo titolo sui 400 metri, a cui aggiunge l'oro con la squadra francese di staffetta 4x400 metri. La squadra, composta da Francine Landre, Evelyn Elien, Viviane Dorsile e la stessa Pérec, vince in 3'22"34 precedendo Russia e Germania.
Nel 1995, a Göteborg, conferma il titolo mondiale sui 400, mentre l'anno successivo, ai Giochi olimpici di Atlanta, realizza la doppietta 200-400, impresa riuscita in passato solo a Valerie Brisco-Hooks a Los Angeles 1984. In campo maschile Michael Johnson, sempre in occasione delle Olimpiadi di Atlanta, è l'unico uomo a compiere quest'impresa.
Nel 1997 rinuncia alla finale dei Campionati del mondo di Atene, causa problemi fisici. Alle Olimpiadi di Sydney 2000, dove è molto attesa la sua sfida con la beniamina locale Cathy Freeman, rinuncia a partecipare alla gara a pochi giorni dall'evento.
Dopo una serie di infortuni che ne pregiudicano l'attività agonistica decide di ritirarsi nel giugno 2004.

## Record nazionali

### Seniores
- 200 metri piani: 21"99 ( Villeneuve-d'Ascq, 2 luglio 1993)
- 400 metri piani: 48"25 ( Atlanta, 29 luglio 1996)
- 400 metri ostacoli: 53"21 ( Zurigo, 16 agosto 1995)
- Staffetta 4×400 metri: 3'22"34 ( Helsinki, 14 agosto 1994) (Francine Landre, Évelyne Élien, Viviane Dorsile, Marie-José Pérec)
- 400 metri piani indoor: 51"44 ( Liévin, 18 febbraio 1996)

## Progressione

### 200 metri piani
| Stagione | Risultato | Luogo             | Data      | Rank. Mond. |
| -------- | --------- | ----------------- | --------- | ----------- |
| 2000     | 22"71     | Losanna           | 5-7-2000  | -           |
| 1999     | 23"25     | Colonia           | 8-8-1999  | -           |
| 1997     | 22"69     | Atene             | 6-8-1997  | -           |
| 1994     | 22"61     | Parigi            | 10-6-1994 | -           |
| 1993     | 21"99     | Villeneuve-d'Ascq | 2-7-1993  | -           |
| 1992     | 23"07     | L'Avana           | 25-9-1992 | -           |

### 400 metri piani
| Stagione | Risultato | Luogo      | Data      | Rank. Mond. |
| -------- | --------- | ---------- | --------- | ----------- |
| 2000     | 50"32     | Nizza      | 8-7-2000  | -           |
| 1996     | 48"25     | Atlanta    | 29-7-1996 | -           |
| 1995     | 49"28     | Göteborg   | 8-8-1995  | -           |
| 1994     | 49"77     | Parigi     | 3-9-1994  | -           |
| 1992     | 48"83     | Barcellona | 5-8-1992  | -           |
| 1991     | 49"13     | Tokyo      | 27-8-1991 | -           |
| 1990     | 50"84     | -          | -         | -           |
| 1989     | 51"05     | -          | -         | -           |
| 1988     | 51"35     | -          | -         | -           |

## Palmarès
| Anno | Manifestazione  | Sede       | Evento      | Risultato        | Prestazione | Note                          |
| ---- | --------------- | ---------- | ----------- | ---------------- | ----------- | ----------------------------- |
| 1988 | Europei indoor  | Budapest   | 200 metri   | semif.           | 24"26       |                               |
| 1988 | Giochi olimpici | Seul       | 200 metri   | Quarti di finale | 24"22       |                               |
| 1989 | Europei indoor  | L'Aia      | 200 metri   | Oro              | 23"21       |                               |
| 1989 | Mondiali indoor | Budapest   | 200 metri   | 6ª               | 23"99       |                               |
| 1990 | Europei         | Spalato    | 400 metri   | Bronzo           | 50"84       |                               |
| 1991 | Mondiali        | Tokyo      | 400 metri   | Oro              | 49"13       |                               |
| 1992 | Giochi olimpici | Barcellona | 400 metri   | Oro              | 48"83       | Miglior prestazione personale |
| 1992 | Giochi olimpici | Barcellona | 4×100 metri | 4ª               | 42"85       |                               |
| 1993 | Mondiali        | Stoccarda  | 200 metri   | 4ª               | 22"20       |                               |
| 1994 | Europei         | Helsinki   | 400 metri   | Oro              | 50"33       |                               |
| 1994 | Europei         | Helsinki   | 4×400 metri | Oro              | 3'22"34     |                               |
| 1995 | Mondiali        | Göteborg   | 400 metri   | Oro              | 49"28       |                               |
| 1996 | Giochi olimpici | Atlanta    | 200 metri   | Oro              | 22"12       |                               |
| 1996 | Giochi olimpici | Atlanta    | 400 metri   | Oro              | 48"25       | Record olimpico               |
| 1996 | Giochi olimpici | Atlanta    | 4×100 metri | 6ª               | 42"76       |                               |
| 1997 | Mondiali        | Atene      | 200 metri   | Quarti di finale | 22"69       |                               |

## Altre competizioni internazionali
1991
- Oro in Coppa Europa ( Francoforte sul Meno), 400 metri - 49"32

1992
- Oro in Coppa del mondo ( L'Avana), 200 metri - 23"07
- Argento in Coppa del mondo ( L'Avana), staffetta 4×100 metri - 44"02

1994
- Oro alle IAAF Grand Prix Final ( Parigi), 400 metri - 49"77

1996
- Oro in Coppa Europa ( Madrid), 200 metri - 22"34